# I Should Probably Go to Bed
I Should Probably Go to Bed è un singolo del duo musicale statunitense Dan + Shay, pubblicato nel 2020 ed estratto dal loro quarto album in studio Good Things.

## Tracce
- Download digitale

1. I Should Probably Go to Bed – 2:52

## Formazione
- Shay Mooney – voce, cori
- Dan Smyers – chitarra acustica, basso, batteria, piano, archi, sintetizzatore, cori
- Abby Smyers – cori

## Classifiche
| Classifica (2020-2021) | Posizione raggiunta |
| ---------------------- | ------------------- |
| Stati Uniti            | 28                  |